# Josefa Llanes Escoda
Josefa Llanes y Madamba, vd.ª de Escoda (Dingras, Ilocos Norte, 20 de septiembre de 1898 – Sampaloc, Manila, 6 de enero de 1945), popularmente conocida como Josefa Llanes Escoda, fue una lideresa cívica y trabajadora social, reconocida defensora del sufragio de las mujeres, fundadora de las Girl Scouts de Filipinas y heroína filipina de la Segunda Guerra Mundial.

## Biografía
Nació en Dingras, Ilocos Norte, la mayor de los siete hijos de Mercedes Madamba y Gabriel Llanes. Los hermanos de Josefa (o Pepa, su apodo de niña) eran Florencio, Luisa, Elvira, Rosario, Purita y Eufrocina.
De pequeña, Pepa era una estudiante activa y precoz. Fue valedictorian en primaria y salutatorian en secundaria en la Escuela de Dingras. Asistió a la Escuela Normal de Filipinas en Manila para obtener su título de enseñanza, y se graduó con honores en 1919. Mientras trabajaba como maestra, obtuvo un certificado de maestra de secundaria de la Universidad de Filipinas en 1922.
Después de obtener el certificado de maestra, se convirtió en trabajadora social para el Capítulo filipino de la Cruz Roja Americana. La Cruz Roja le otorgó una beca para los Estados Unidos, donde obtuvo un título de maestría en Sociología de la Universidad de Columbia en 1925. Mientras estaba en los Estados Unidos, solía llevar un vestido filipino durante sus conferencias para despertar el interés sobre Filipinas.
Durante su primer viaje a Estados Unidos, mientras estaba en la Liga Internacional de Mujeres por la Paz (1925), conoció a Antonio Escoda, con quien se casaría y tuvo dos hijos: Maria Theresa (quien fue presidenta del Centro Cultural de Filipinas durante la década de 1980); y Antonio L. Escoda, Jr.

### Girl Scouts de Filipinas
Regresó a Filipinas en la década de 1940 después de recibir un entrenamiento intensivo en Girl Scouts en EE. UU., patrocinado por los Boy Scouts de Filipinas. Comenzó a formar a mujeres jóvenes para convertirse en lideresas de las Girl Scouts, y procedió a organizar las Girl Scouts de Filipinas. El 26 de mayo de 1940, el presidente Manuel L. Quezon firmó la autorización de las Girl Scouts de las Filipinas. Josefa se convirtió en la primera ejecutiva nacional del grupo.

### Segunda Guerra Mundial
Durante la Segunda Guerra Mundial, las fuerzas japonesas invadieron Filipinas. En 1944, las noticias de las actividades secretas de Josefa Llanes Escoda y de su esposo Antonio se extendieron. A medida que el ejército japonés avanzaba más en el país, la pareja había intensificado sus actividades de suministro de medicamentos, alimentos, ropa y mensajes tanto a prisioneros de guerra filipinos como a internos estadounidenses en los campos de concentración.
Antonio fue arrestado en junio de 1944, y Josefa Llanes Escoda también fue arrestada dos meses después, el 27 de agosto. Fue encarcelada en el Fuerte de Santiago, la misma prisión que su esposo, quien fue ejecutado en 1944 junto con el general Vicente Lim, encarcelado con él. Fue vista por última vez con vida el 6 de enero de 1945, Se piensa que fue ejecutada y enterrada en una tumba sin nombre, ya sea en el cementerio de La Loma o en el cementerio chino de Manila, que las fuerzas japonesas utilizaron como lugar de ejecución y cementerio para miles de personas filipinas que se resistieron a la ocupación japonesa.

## Premios y reconocimientos

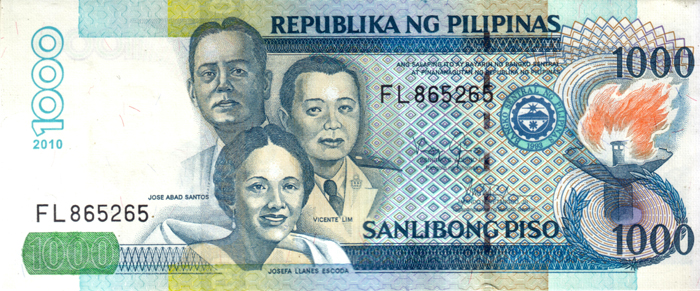
Billete de 1000 pesos filipinos

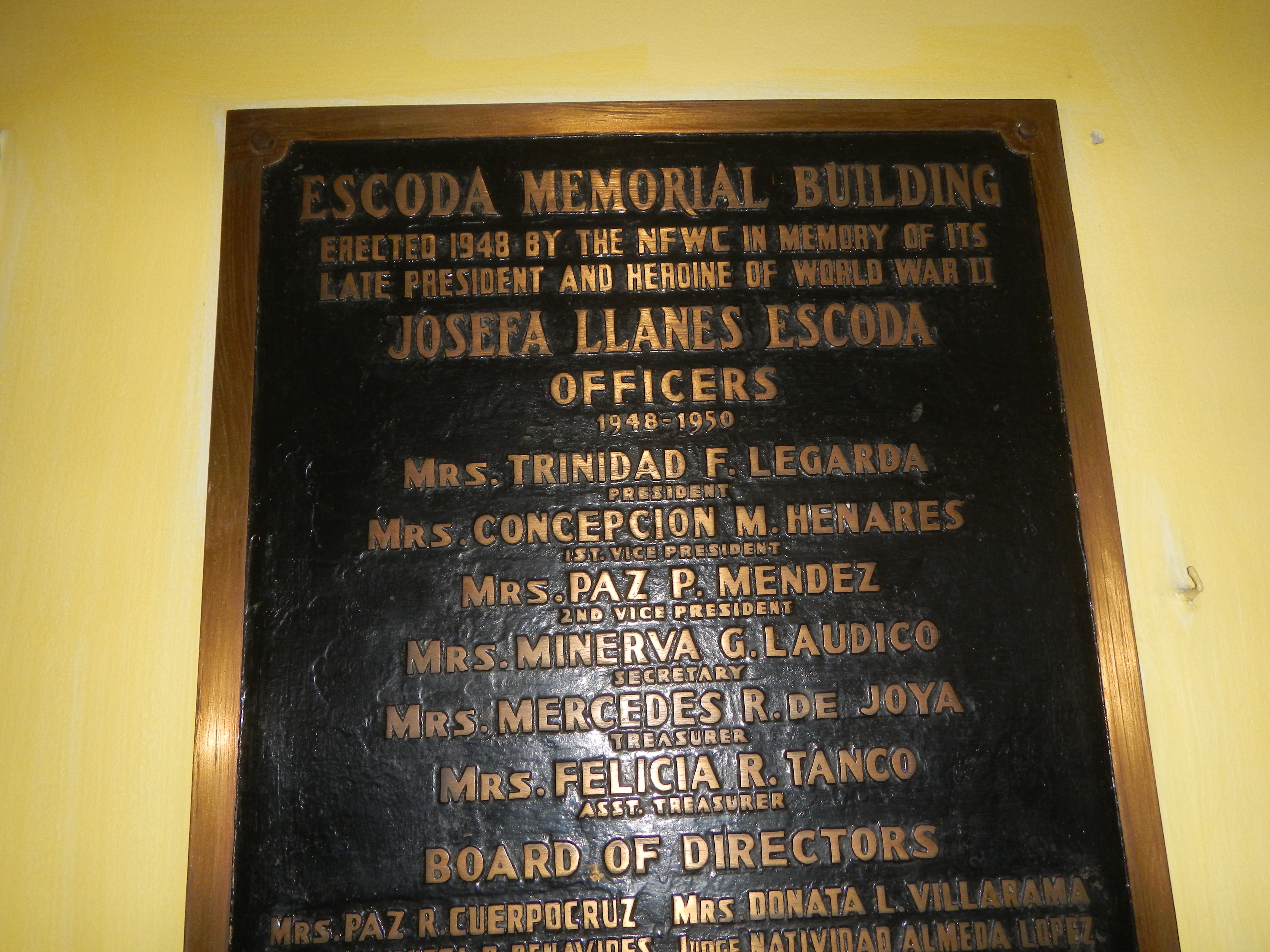
1948 Josefa LLanes Escoda Memorial Building

- En 1951 fue reconocida alumna distinguida en el campo del servicio social por el Philippine Normal College.[7]
- La Cruz Roja Americana le condecoró póstumamente con la medalla de plata, máximo reconocimiento de la entidad.[7]
- Representada en el billete de 1000 pesos filipinos como una de las tres personas filipinas martirizadas por las Fuerzas Armadas japonesas, junto con José Abad Santos y Vicente Lim, quienes resistiendo la ocupación japonesa de Filipinas durante la Segunda Guerra Mundial en el Campus FEU de Manila.[8]
- En mayo de 1948, el Ejército y la Armada de los Estados Unidos otorgaron a Josefa y a su esposo a título póstumo la Medalla de la Libertad, por sus servicios a los prisioneros filipinos de la Segunda Guerra Mundial.[7]
- Las Fuerzas Armadas de Filipinas le otorgaron la Medalla de la Legión de Honor de Filipinas.[7]
- Las Girl Scouts de Filipinas rinden homenaje a Josefa Llanes Escoda cada 20 de septiembre celebrando su aniversario de nacimiento con actividades que crean una mayor conciencia de su martirio y su contribución al desarrollo juvenil.[3]
- Recordada por Timmy Cruz en 1998 en la serie de televisión de ABS-CBN Bayani, en el episodios "Josefa Llanes Escoda".[7]
- En el año 1999 se inauguró el Museo Escoda coincidiendo con su 100 aniversario.[7]
- Una calle y un edificio llevan su nombre.[7]
- Un monumento dedicado a su memoria.[7]
- En el año 2018 una carretera en Ilocos Norte se renombró con su nombre por su 120 aniversario.[9]
- El 20 de septiembre de 2018, un Google Doodle conmemoró su 120 cumpleaños.[10][11][12]